# ثورة القرغيز
ثورة القيرغيز حدثت عام 1932 عندما ثار القيرغيز في إقليم تركستان الشرقية ضد الحكومة الصينية، كان إد مرعب قائد الثائرين من القيرغيز. تمكنت الحكومة الصينية بمساندة المسلمين المؤيدين لها من سحق الثورة دون رحمة. وشاركت القوات السوفييتية في سحق هذه الثورة وقمع الثوار وقامت القوات الصينية بي إبادة جماعية ضد المدنين الترك و القيرقيز و الإيغور و قامو القوات الصينية بجريمة تطهير عرق ضد شعوب العرق التركي .